# SuS Hüsten 09
SuS Hüsten 09 (offiziell: Spiel und Sport Hüsten 09 e. V.) war ein Fußballverein im Arnsberger Stadtteil Hüsten im Sauerland. Der Verein hatte vor dem Zweiten Weltkrieg seine erfolgreichste Zeit, als er von 1929 bis 1933 fünfmal in Folge Südwestfalenmeister wurde und von 1933 bis 1938 in der seinerzeit erstklassigen Gauliga Westfalen spielte.

## Geschichte

### Von der Gründung bis Kriegsende (1909 bis 1945)
Die Vereinsgeschichte begann am 18. April 1909, als einige Hüstener Bürger den Verein „Spiel und Sport Hüsten 09“ gründeten. Neben Fußball wurde im Verein damals auch Leichtathletik betrieben. Die ersten großen Erfolge der Fußballabteilung stellten sich Ende der 1920er Jahre ein. Im Jahre 1929 gelang dem Verein durch einen 5:1-Finalsieg in Hagen über den VfB 07 Weidenau erstmals der Gewinn der Meisterschaft in Südwestfalen. Diesen Erfolg konnte der Verein in den nächsten vier Jahren wiederholen. Damit qualifizierte sich der Klub fünfmal hintereinander für die Endrunde der Westdeutschen Meisterschaft. Hier war jedoch die Konkurrenz zu stark. Ein Titelgewinn oder die Qualifikation für die Endrunde zur Deutschen Meisterschaft gelang dem SuS 09 nicht.
Zu Beginn der Saison 1933/34 wurde der Verein jedoch in die neugeschaffene Gauliga Westfalen aufgenommen, die damals – neben 15 anderen Gauligen – die höchste Spielklasse im deutschen Fußball darstellte. Als zunächst einziger südwestfälischer Verein spielten die Hüstener in den ersten Jahren der Ligazugehörigkeit eine hervorragende Rolle. Unvergessen bleibt insbesondere die Saison 1933/34, in der die „09er“ nicht nur einen hervorragenden 3. Platz unter den zehn westfälischen Gauligisten belegten, sondern es dem Verein gelang mit einem 2:1-Sieg dem späteren Deutschen Meister Schalke 04 die einzige Niederlage im gesamten Saisonverlauf beizubringen. In den folgenden Jahren belegte der Verein in der Gauliga die Plätze 7 (1934/35), 4 (1935/36, Hüsten brachte dem wiederum souveränen Westfalenmeister Schalke 04 den einzigen Punktverlust bei) und 5 (1936/37). In der Saison 1937/38 konnte die Mannschaft jedoch nicht an die Form vergangener Jahre anknüpfen und stieg als Tabellenneunter aus der Gauliga ab. In der Folgesaison 1938/39 erreichten die Hüstener zwar die Aufstiegsrunde zur Gauliga, konnten sich in dieser jedoch nicht durchsetzen und verfehlten damit den sofortigen Wiederaufstieg. Noch einmal – 1940/41 – erreichten die Hüstener die Gauligaaufstiegsrunde. Auch diesmal scheiterten sie jedoch als Gruppenzweiter hinter der SpVgg Herten.

### Nachkriegszeit bis zur Fusion (1945 bis 1999)
Nach dem Zweiten Weltkrieg konnte der Verein nicht mehr an die großen Erfolge der Vorkriegszeit anknüpfen. Ab der Saison 1952/53 bis 1955/56 spielten die Hüstener in der viergeteilten Landesliga, die vor Einführung der zweigleisigen Verbandsliga die höchste Spielklasse im westfälischen Amateurfußball darstellte. Nach Gründung der in der Gesamthierarchie des deutschen Fußballs damals drittklassigen Verbandsliga in der Saison 1956/57 gehörte SuS Hüsten 09 ab 1957/58 dieser höchsten Spielklasse im Amateurbereich an, in der man sich aber nur bis 1959 halten konnte. Nach mehr als einem Jahrzehnt in der Landesliga und tieferen Spielklassen gelang 1971 der Wiederaufstieg in die Verbandsliga. Die nächsten 13 Jahre – bis zur Spielzeit 1983/84 – gehörten die Hüstener der höchsten westfälischen Spielklasse – ab 1978/79 der eingleisigen Amateur-Oberliga Westfalen – an. Nach dem Abstieg in die nunmehr nur noch zweithöchste Amateurklasse, der Verbandsliga, im Jahre 1984 gelang der sofortige Wiederaufstieg in die Oberliga. Dort hielt sich der Verein für zwei Spielzeiten, bis man sich 1987 – bis heute endgültig – aus der Drittklassigkeit verabschieden musste. In der Folgezeit begann der sportliche Niedergang, der im Jahre 1991 in der Kreisliga endete. Im Jahre 1999 fusionierte der SuS Hüsten mit dem Hüstener SV zum SV Hüsten 09.

### Persönlichkeiten
- Hans-Jürgen Andexer
- Horst Bertram
- Hubert Clute-Simon
- Josef Kaczor
- Uwe Neuhaus
- Dirk Schröter
- Burkhard Segler
- Klaus Seiler
- Bernhard Wessel
- David Zajas

## Nachfolgeverein SV Hüsten 09

### Geschichte
Im Jahre 2003 stieg der SV Hüsten 09 in die Bezirksliga auf, musste jedoch drei Jahre später wieder in die Kreisliga A absteigen. Der Wiederaufstieg gelang in der Spielzeit 2008/09, als sich die Hüstener den Meistertitel der Arnsberger Kreisliga A sichern konnten. und somit der Aufstieg in die achtklassige Bezirksliga. Zwei Jahre später stieg die Mannschaft als Meister ihrer Bezirksligastaffel in die Landesliga auf. Dort verfehlten sie in der Spielzeit 2011/12 knapp den Klassenerhalt und stiegen somit wieder in die Bezirksliga ab. Jedoch gelang den Sauerländern bereits in der folgenden Saison 2012/13 die Rückkehr in die Landesliga, aus der die Mannschaft 2015 wieder absteigen musste. Erneut gelang der direkte Wiederaufstieg, dem in der Saison 2016/17 der vierte Platz in der Landesliga folgte. Allerdings rutschten die Hüstener daraufhin ins Mittelmaß zurück und mussten im Jahre 2022 erneut in die Bezirksliga absteigen. Dort wurde die Mannschaft drei Jahre später Vizemeister hinter SuS Langscheid/Enkhausen. In der Aufstiegsrunde zur Landesliga unterlagen die Hüstener in der ersten Runde dem USC Altenautal mit 1:3.

### Persönlichkeiten
- Almugera Kabar